# Harpalus affinis
Harpalus affinis là một loài bọ cánh cứng thuộc họ Carabidae đặc hữu của miền Cổ bắc (bao gồm châu Âu), miền Tân bắc, Australian region và Cận Đông. Ở châu Âu, it is only absent in following quần đảo countries hoặc: quần đảo Azore, quần đảo Canaria, Quần đảo Eo Biển, Kríti, quần đảo Cyclades, quần đảo Dodecanese, Quần đảo Faroe, Franz Josef Land, Gibraltar, Iceland, Madeira, Malta, Monaco, quần đảo North Aegean, Novaya Zemlya, San Marino, Quần đảo Selvagens, Sicilia, Svalbard và Jan Mayen và Vatican. Its presence trên Quần đảo Baleares và Sardegna is doubtful.

## Hình ảnh

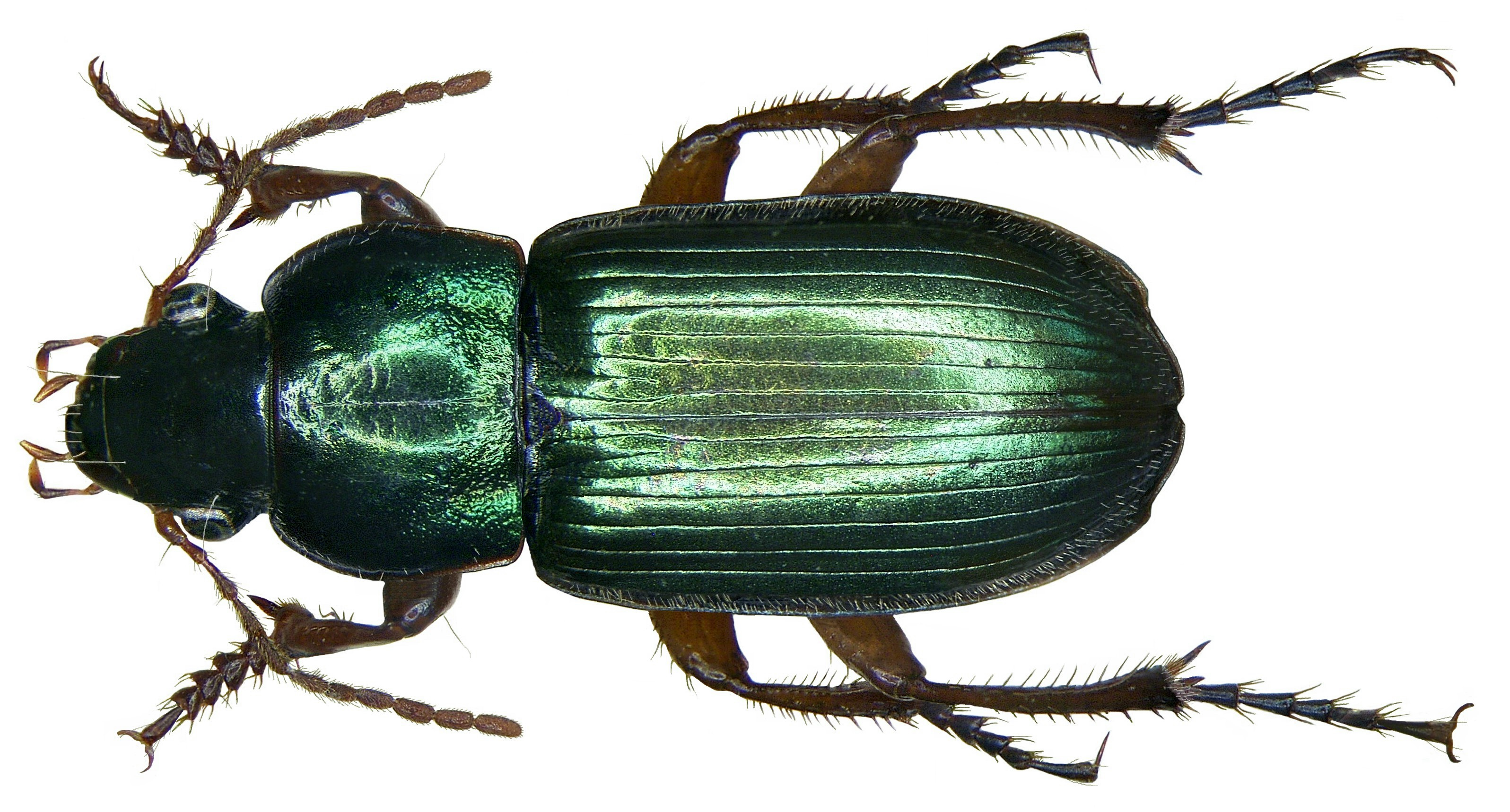
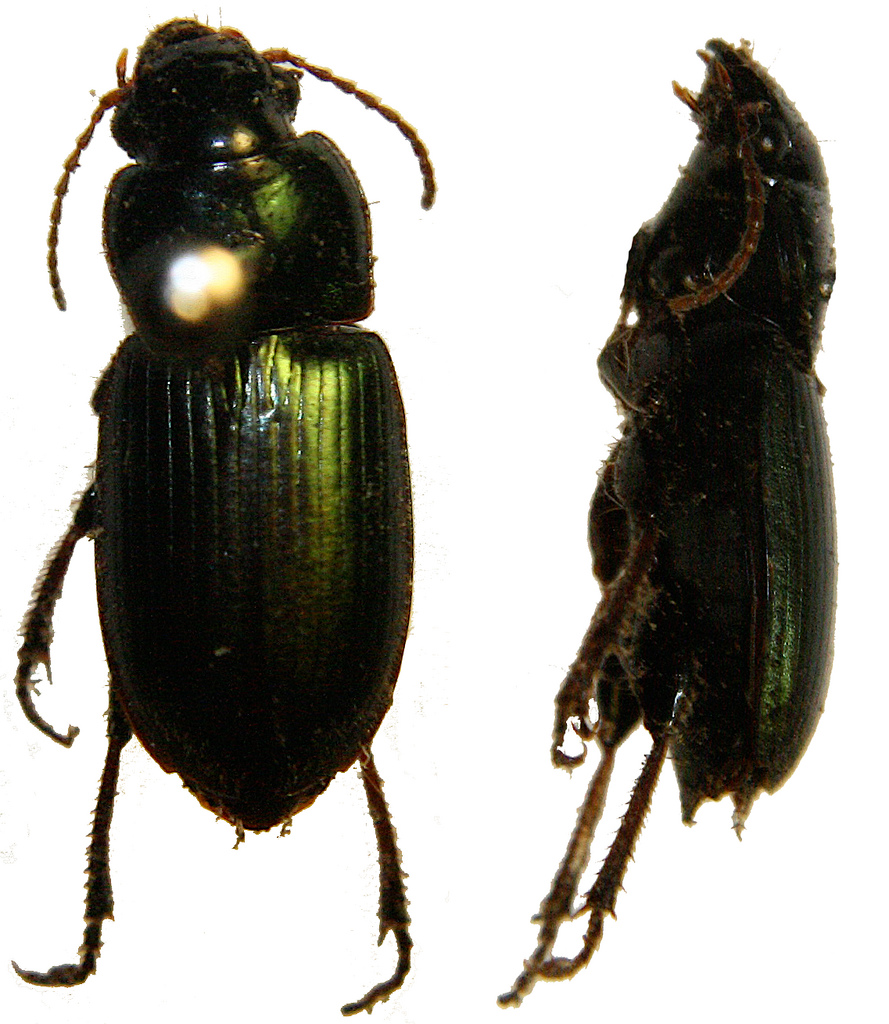
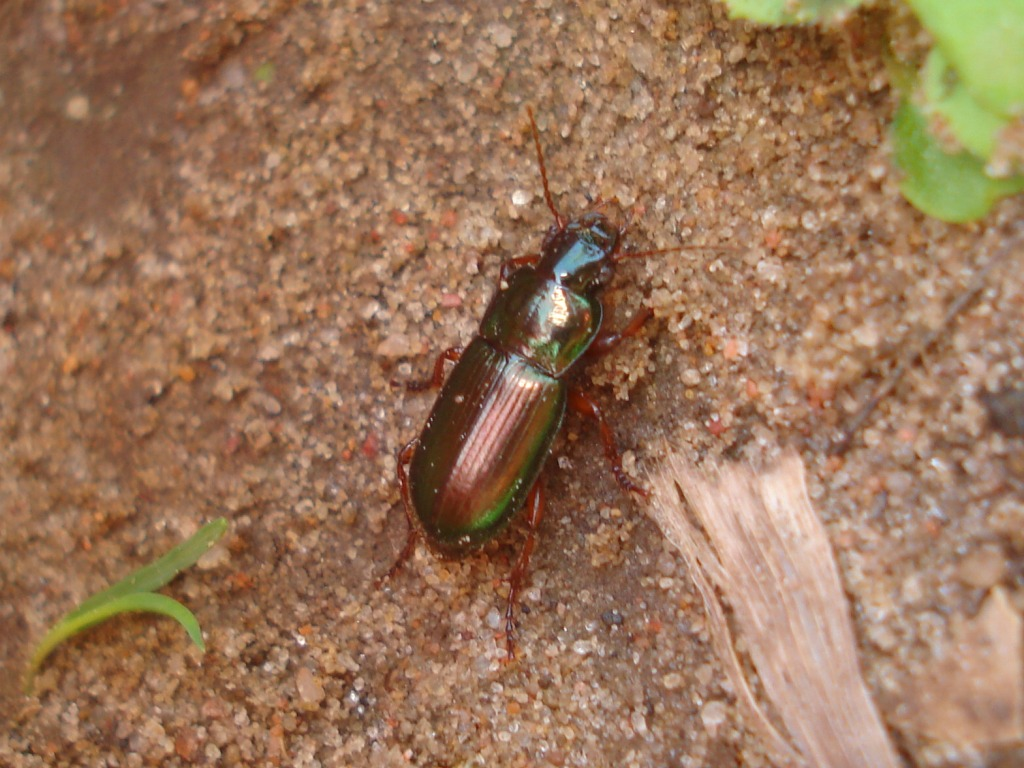
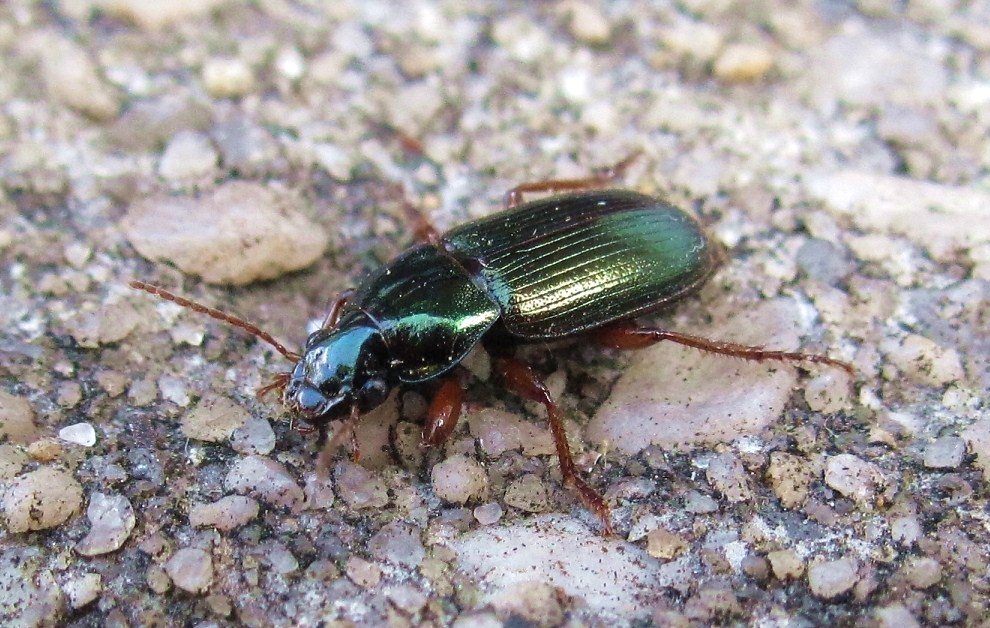